# مارکو میلنکویچ
مارکو میلنکویچ (به انگلیسی: Marko Milenkovič) (زادهٔ ۸ مارس ۱۹۷۶) شناگر اهل اسلوونی است.